# Žurkov Dol
Žurkov Dol je naselje v Občini Sevnica.